# Comarca de Sarria
Sarria is een comarca van de Spaanse provincie Lugo, gelegen in de autonome regio Galicië. De hoofdstad is Sarria.

## Gemeenten
O Incio, Láncara, Paradela, O Páramo, Samos, Sarria en Triacastela.